# Voltaire (Band)
Voltaire war eine deutsche Indie-Rock-Band aus Bonn, die im Jahr 2003 gegründet wurde.

## Geschichte

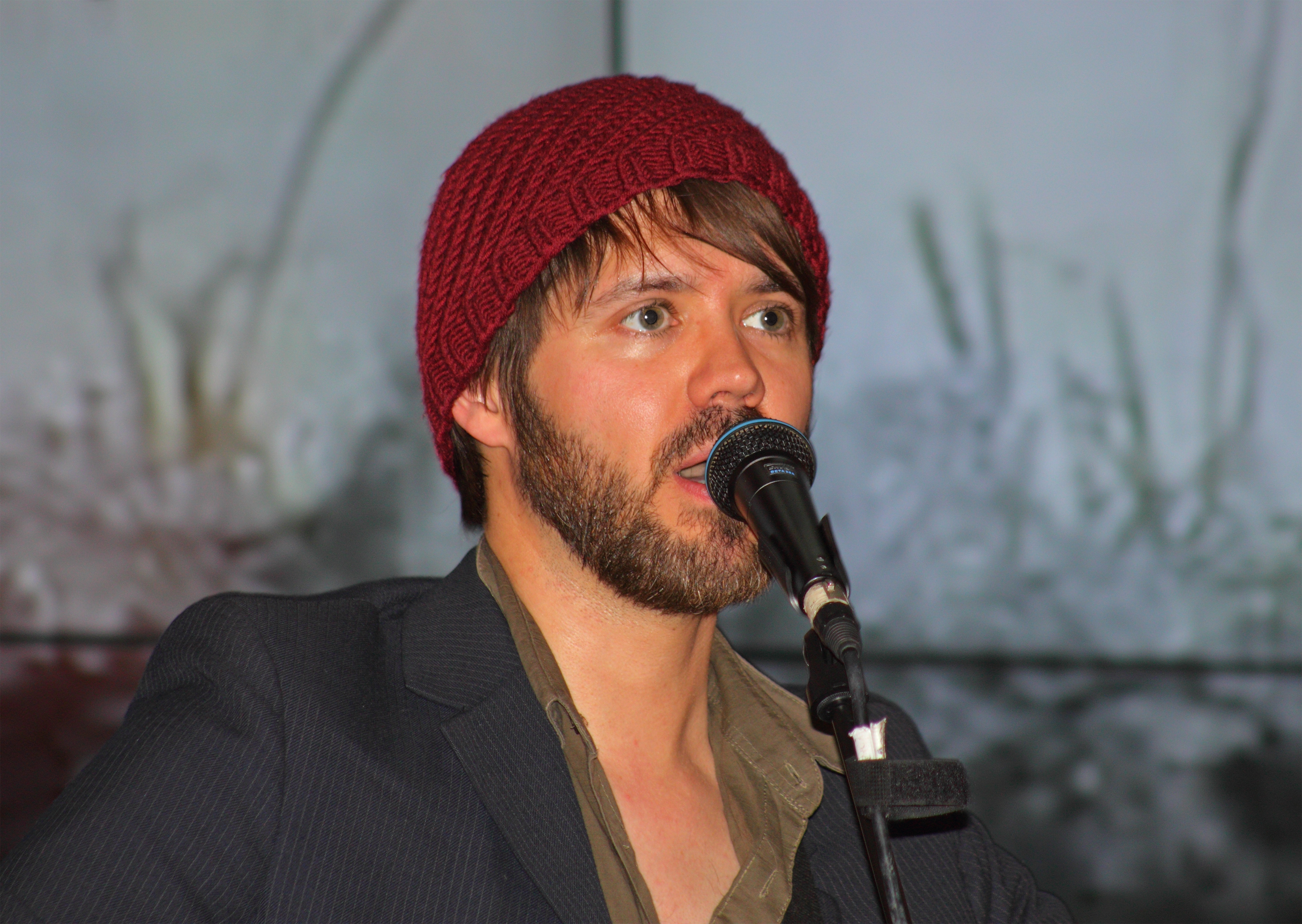
Roland Meyer de Voltaire

Seit 2003 spielten Voltaire in endgültiger Besetzung. Gründungsmitglieder waren der Namensgeber der Band Roland Meyer de Voltaire und Hedayet Djeddikar, kurz darauf folgte Marian Menge. Bass und Schlagzeug wurden später mit Rudolf M. Frauenberger und David Schlechtriemen besetzt.
Die erste Veröffentlichung, die „weiße Single“ mit Sonne, Heute und Wo, entstand in Eigenproduktion im Stonehenge Studio in Bonn, wo später auch EP und Album aufgenommen wurden.
2004 wurde ein Plattenvertrag mit Motor Music geschlossen. Nach der Trennung von Motor und Universal Music verblieb die Band bei letzterer und war seitdem bei Vertigo unter Vertrag.
Am 8. November 2004 erschien die Flut EP, ein Achtungserfolg in der Musikpresse. 
2005 verwandte die Band auf das Touren, u. a. als Vorband von I Am Kloot, Saybia und Madsen – außerdem ging sie wieder ins Studio und produzierte ihr erstes Album Heute ist jeder Tag, das am 17. März 2006 veröffentlicht wurde.
Der Sound der Band ist eigen, hat jedoch auch Anklänge von Coldplay, Radiohead und Muse. Der deutschsprachige Gesang bewegt sich oft in der Kopfstimme und ähnelt dem von Jochen Distelmeyers oder Thom Yorke. Der Rolling Stone zählte in einer fünf Bands umfassenden Liste Voltaire zu den Bands, denen 2006 der Durchbruch gelingen könnte.
Nach einer langen Zeit der Vorproduktion nahm die Band im Juli 2008 ihr zweites Album auf, das am 27. März unter dem Titel Das letzte bisschen Etikette erschienen ist. Für die Produktion war Sänger und Texter Roland Meyer de Voltaire verantwortlich, Co-Produzent und Mixer war Jem. Die erste Vorabsingle Die gute Art erschien im Herbst 2008 beim belgischen Plattenlabel PIAS.
Im Rahmen einer Russland-Tour wurde die dritte Auskopplung So still aus dem Album auch in russischer Sprache aufgenommen und erschien im Januar 2010 als Single.

## Diskografie
- 2003: Sonne, Heute, Wo (Single)
- 2004: Flut EP (EP)
- 2006: Heute ist jeder Tag (Album)
- 2006: Augen zu (Single)
- 2006: Kaputt (Single)
- 2008: Die gute Art (Single)
- 2009: Das letzte bisschen Etikette (Album)
- 2009: Hier (Single)
- 2010: So still (Single)

## Video-Clips
- 2004: Premiere
- 2006: Augen zu
- 2006: Kaputt
- 2009: Die gute Art (Live, Mannheim, Das Ding Lautstark-Party)
- 2009: So still